# Oscar de la Hoya
Pour les articles homonymes, voir Hoya.
Oscar de la Hoya, né le 4 février 1973 à Los Angeles, est un boxeur et promoteur de boxe anglaise mexicano-américain. Surnommé le Golden Boy après sa médaille d'or aux Jeux olympiques de Barcelone en 1992, il est le premier boxeur de l'histoire à être devenu champion du monde dans six catégories de poids différentes reconnues par les quatre principales fédérations internationales (WBA, WBC, IBF et WBO).
Passé professionnel après son titre olympique, de la Hoya multiplie les victoires expéditives et devient l'un des boxeurs les plus médiatisés de son sport. Désigné boxeur de l'année par Ring Magazine en 1995, il accumule les titres de champions du monde, montant régulièrement de catégorie au cours de sa carrière, et affronte les plus grands champions de boxe de son ère. Considéré comme la plus grosse attraction en dehors de la catégorie des poids lourds, ses combats génèrent près de 700 millions de dollars en télévision à la carte, un record au moment de sa retraite en 2009.
Fondateur et président de Golden Boy Promotions (en), entreprise de promotion de combats de boxe anglaise créée en 2002, Oscar de la Hoya reste une personnalité importante du monde de la boxe après la fin de sa carrière dans le ring.

## Carrière en boxe amateur
Né dans une famille de boxeurs, Oscar de la Hoya commence la boxe anglaise à l'âge de 6 ans. Son grand-père Vincente, son père Joel Sr. et son frère Joel Jr. étaient tous des boxeurs. Inspiré par Paul Gonzales, boxeur de l'est de Los Angeles, comme lui, champion olympique aux Jeux de Los Angeles en 1984, de la Hoya se met à rêver de l'or olympique.
En 1989, à 16 ans, il remporte les gants d'or nationaux en poids coqs. En 1990, sa mère Cecilia est diagnostiquée d'un cancer des poumons. Pour protéger Oscar, deuxième des trois enfants de la famille et le plus proche de sa mère, l'état de santé de sa mère lui est caché alors qu'il participe aux Goodwill Games et aux championnats du monde. Champion des États-Unis dans la catégorie des poids plumes, de la Hoya remporte la médaille d'or des Goodwill Games alors qu'il est le plus jeune boxeur inscrit. À son retour, il fait la promesse à sa mère, mourante, de remporter une médaille d'or olympique. Après la mort de sa mère à l'automne 1990, Oscar de la Hoya conserve des sentiments de colère et de culpabilité d'avoir manqué les derniers jours de la vie de sa mère pour la boxe. 
Champion du monde amateurs 1992, Oscar de la Hoya est qualifié pour les Jeux olympiques de Barcelone dans la catégorie des poids légers. Combattant sous les couleurs américaines, de la Hoya atteint la finale olympique lors de laquelle il bat Marco Rudolph par 7 points à 2. Cette histoire lui vaut son surnom de Golden boy. Son palmarès en amateur est de 224 victoires (dont 167 KO) contre 5 défaites.

## Carrière de boxeur professionnel

### Débuts fulgurants
Seul boxeur amateur de nationalité américaine à remporter une médaille d'or aux Jeux olympiques de Barcelone, Oscar de la Hoya fait une tournée médiatique aux États-Unis avec sa médaille d'or autour du cou. Ce succès et son passage chez les professionnels lui permet de faire déménager son père Joel, son frère et sa sœur dans une maison de 565 000 $ à Montebello. Le 23 novembre 1992, de la Hoya dispute son premier combat professionnel, en catégorie super-plumes, qui dure moins longtemps, 1 min 42 s, que la présentation des boxeurs.
En moins d'un an, le boxeur mexicano-américain enchaîne alors les victoires et s'impose onze fois dont 10 avant la limite. De la Hoya n'est tenu jusqu'à la fin du combat que par Mike Grable en avril 1993 bien qu'il aie envoyé deux fois le combattant américain au tapis lors des huit rounds. Le 30 octobre 1993, il chute pour la première fois de sa carrière professionnelle dans les premiers instants de son combat contre Narciso Valenzuela mais remporte le combat par KO dès le 1er round. En décembre, le boxeur de 20 ans, déjà considéré par beaucoup comme un successeur de Sugar Ray Robinson, voit sa carrière en danger après s'être retiré d'un combat à la suite de querelles de managers et familiales.
Ces combats lui permettent déjà de disputer un championnat du monde, moins d'un an et demi après ses débuts. Le 5 mars 1994, de la Hoya fait face au champion du monde WBO, l'invaincu boxeur danois Jimmi Bredahl. Une droite d'Oscar envoie son adversaire au tapis dès le 1er round, des combinaisons l'y renvoient dans le suivant. Le challenger domine le combat. Le médecin préconise l'arrêt du combat après le 10e round, poussant Bredahl à l'abandon. À 21 ans, de la Hoya devient champion du monde. Il défend son titre en gagnant par KOT en 3 rounds contre Giorgio Campanella, puis le laisse vacant pour changer de catégorie.

### Multiples champions du monde controversé
Alors que la ceinture de champion du monde WBO des poids légers est vacante, Oscar de la Hoya tente de la conquérir le 29 juillet 1994 contre le multiple champion du monde Jorge Páez et y parvient par KO en deux rounds grâce à un enchaînement d'un uppercut et d'un crochet du gauche. Il défend cette ceinture contre Carl Griffith qu'il bat au 3e round d'un uppercut du gauche. Moins d'un mois plus tard il bat John Avila par KO technique. Oscar alors en tête sur les cartes des juges, Avila est arrêté après neuf reprises à la suite d'une coupure. L'adversaire suivant de la Hoya est John John Molina, double champion du monde en poids super-plumes, qu'il combat le 18 février 1995. D'un doublé gauche-droite, Oscar envoie son opposant à terre dès le 1er round. Le combat ira au bout, Oscar l'emportera par décision unanime des juges.
Le 6 mai 1995, Oscar est opposé à Rafael Ruelas qui détient la ceinture IBF. À deux reprises il fait chuter Ruelas d'un court crochet gauche. Ce dernier se relève et encaisse un barrage sans répliquer, l'arbitre arrête le combat. L'IBF ordonne à de la Hoya de défendre sa ceinture contre Miguel Julio, il la laisse alors vacante. Il reste malgré tout le champion WBO. En septembre, de la Hoya affronte l'ancien champion super-plumes Genaro Hernández, boxeur rival de Los Angeles, et lui casse le nez dans la sixième reprise, poussant Hernández à l'abandon. En décembre, pour le retour de la boxe anglaise au Madison Square Garden après deux ans et demi d'absence, le champion conserve son titre en surclassant Jesse James Leija en seulement deux rounds devant 16 027 spectateurs. De la Hoya grimpe alors en catégorie super-légers. En fin d'année, il est désigné « boxeur de l'année » par Ring Magazine et KO Magazine.

### Premiers grands combats contre des vedettes de la boxe
Le 7 juin 1996, Oscar de la Hoya rencontre la légende vivante de la boxe mexicaine, Julio César Chávez, qui compte 96 victoires pour une défaite et un match nul. La ceinture WBC des poids super-légers est en jeu. De la Hoya, moins expérimenté mais qui est de 10 ans le cadet de Chavez, est donné favori à 2 contre 1. Dès la fin du 1er round, une coupure apparait sur le visage de Chávez. Au 4e round, celle-ci est devenue trop importante, l'arbitre arrête le combat. Deux ans plus tard, Oscar remportera la revanche. De la Hoya défend alors victorieusement sa ceinture en gagnant par décision unanime contre l'ancien champion du monde des poids légers, le mexicain invaincu Miguel Ángel González puis monte une nouvelle fois en catégorie.
Le 12 avril 1997 De la Hoya rencontre Pernell Whitaker, champion du monde dans 4 catégories, qui domine les poids welters depuis plusieurs années. De la Hoya est malgré tout donné favori à 3 contre 1. Bien que souffrant d'une coupure dès le 3e round à la suite d'un coup de tête accidentel, de la Hoya l'emporte par décision unanime des juges avec 4 à 6 points d'avance, et conquiert la ceinture de champion du monde WBC des poids welters.
Après un KO expéditif contre David Kamau, de la Hoya combat le 13 septembre 1997 le multiple champion du monde Hector Camacho. Une combinaison de coups envoie ce dernier à terre au 9e round. Il se relève et va jusqu'au bout du combat, mais de la Hoya l'emporte avec une très large avance sur les cartes des juges. Oscar défend victorieusement sa ceinture à 3 autres reprises, notamment contre le français Patrick Charpentier.
Le 13 février 1999 a lieu le combat contre le champion WBA, le Ghanéen invaincu Ike Quartey. Le combat est très serré. Au 6e round, Oscar envoie Ike à terre d'un crochet gauche. Quelques instants plus tard, c'est au tour d'Ike de mettre Oscar à terre d'un crochet gauche. Après 11 reprises, le score est très serré sur les cartes des juges. Au début de la 12e, de la Hoya fait chuter Quartey. Il se relève, Oscar l'accule alors dans un coin et envoie une terrible rafale de coups à laquelle Quartey réplique de manière désordonnée. La deuxième partie du round est plus calme, les deux hommes ayant dépensé trop de forces. La décision des juges est partagée, mais de la Hoya est déclaré vainqueur.

### Premières défaites
Le 18 septembre 1999, de la Hoya, rencontre le champion IBF, porto-ricain Félix Trinidad, invaincu en 35 combats. C'est l'un des plus grands évènements de l'histoire du pay-per-view, dépassant le précédent record détenu pour un combat de poids lourds. De la Hoya gagne la majorité des premières reprises et lève le pied pour assurer sa victoire, mais Trinidad revient dans le combat et l'emporte finalement par décision majoritaire. 7 ans après ses débuts professionnels, de la Hoya connaît sa première défaite. Les fans et la presse spécialisée ont souhaité une revanche qui ne s'est jamais faite. Après une victoire par KO contre Derell Colley, il rencontre le 17 juin 2000 l'ancien champion des poids légers, l'américain invaincu Shane Mosley. Le combat est serré, il se conclut par une décision partagée des juges, mais Mosley l'emporte.

### Champion du monde super-welters
Il effectue son retour 9 mois plus tard et s'impose à Arturo Gatti par KO technique en 5 rounds, après l'avoir envoyé au sol dès la première reprise. Il grimpe alors en poids super-welters, il défie le boxeur espagnol Javier Castillejo, champion WBC des poids moyens, pour redorer sa réputation en devenant le troisième boxeur à remporter des ceintures de champion du monde dans cinq catégories différentes. De la Hoya domine le combat en remportant tous les rounds et devient champion du monde dans une 5e catégorie différente.

### Sa rivalité avec Fernando Vargas
Début 2002, de la Hoya doit rencontrer le champion WBA Fernando Vargas, mais se retire en raison d'une blessure. Le match a finalement eu lieu le 14 septembre 2002, au Mandalay Bay à Las Vegas pour l'unification du titre des super welters, intitulé Bad Blood. Oscar et Fernando se connaissent des rangs amateurs et il existe depuis ce temps-là une tension entre eux deux. Vargas explique qu’elle est due à une moquerie de De La Hoya à la suite d'une chute dans un amas de neige. La rencontre est âpre lors des six premiers rounds. De La Hoya prend finalement le dessus lors du 7e round, puis finit par envoyer Vargas à terre, avec un crochet gauche à la 11e reprise, pour finalement l'emporter par arrêt de l'arbitre. Cette victoire est considérée par la presse, comme la plus importante de sa carrière. De plus, après le combat, Vargas est déclaré positif au stanozolol.
Après avoir battu Luis Ramon Campas par KO au 6e round, de la Hoya retrouve Shane Mosley pour une revanche. Le combat est nommé « Retribution » et a lieu au Grand Casino du MGM de Las Vegas le 13 septembre 2003. Mosley l'emporte par une décision unanime très controversée, avec un score identique pour les trois juges, 115-113 en sa faveur, même si la Compubox montre que De La Hoya a touché beaucoup plus. Plus tard, on découvre que Mosley s’est dopé pour ce match en prétextant qu’il croyait utiliser des suppléments vitaminiques.

### Champion du monde des poids moyens
De la Hoya souhaite conquérir le titre WBO des poids moyens face à l'allemand invaincu Felix Sturm. Le combat a lieu le 5 juin 2004. Il l'emporte par décision unanime, décision néanmoins contestée. Avec cette nouvelle ceinture, il devient le premier boxeur de l'histoire à remporter un titre mondial dans six catégories de poids.

### Derniers grands combats

#### De La Hoya contre Bernard Hopkins
Champion depuis 9 ans et ayant réunifié 3 des 4 ceintures, Bernard Hopkins est cependant considéré par beaucoup comme le vrai champion de la catégorie des poids moyens. Son combat contre de la Hoya le 18 septembre 2004 est donc pour la réunification des 4 ceintures WBA, WBC, IBF et WBO. Le mercredi avant le match, de la Hoya est coupé dans la palme de sa main gauche par son cutman Joe Chavez avec une paire de ciseaux, une blessure qui nécessite onze points de suture et l'injection de lidocaïne, une substance interdite. Hopkins est donné favori à 2 contre 1, et bien vite mène sur les cartes des juges. À la 9e reprise, un crochet gauche au corps d'Hopkins envoie De La Hoya au tapis. Ce dernier ne se relève pas, se tordant de douleur au tapis. Après la défaite, de la Hoya déclare que sa blessure à la main ne l’a pas handicapé et il empoche, malgré la défaite, 25 millions de dollars garantis pour ce seul match.

#### Dernier titre
Après 10 mois de trêve, De la Hoya signe un contrat de match contre le champion des poids super welters WBC Ricardo Mayorga. À l’approche du combat, Mayorga provoque De la Hoya, en s’en prenant à sa sexualité, à sa femme et à son enfant. Le 6 mai 2006 dès la 1re reprise, De la Hoya l’envoie au tapis, d’un crochet du gauche en contre. Au 6e round, il enchaîne des crochets au corps puis au visage qui font tituber puis chuter Mayorga qui perd le combat. De la Hoya remporte un dixième titre mondial.

#### De la Hoya contre Floyd Mayweather Jr.
De la Hoya doit défendre son titre contre le redoutable américain Floyd Mayweather Jr, invaincu en 37 combats. De La Hoya s'adjoint pour l'occasion le célèbre entraîneur Freddie Roach. Les billets sont vendus en trois heures de temps. Les paris donnent De la Hoya favori à deux contre un. Le combat a lieu le 5 mai 2007 au MGM de Las Vegas. Plus actif, de la Hoya est cependant moins précis que Mayweather dont la défense est très efficace, qui tente moins de coups mais touche plus souvent. Ce dernier l'emporte par décision partagée.

#### De la Hoya contre Manny Pacquiao
Un an après cette défaite, le 3 mai 2008 De La Hoya rencontre Steve Forbes en combat de reprise, en test afin d’envisager une revanche contre Mayweather. Il remporte le combat par décision unanime. La revanche contre Mayweather n'aura pas lieu, mais un autre match fameux va avoir lieu le 6 décembre 2008 : La rencontre contre le fameux Manny Pacquiao reconnu comme le meilleur boxeur de l’année 2008 toutes catégories confondues. Bien que Pacquiao soit considéré comme le favori, certains experts ont signalé que la limite de 147 livres était exagérée pour un combattant dont le poids naturel est bien plus faible ; surtout face à un gabarit plus important comme De La Hoya. Toutefois, l'entraîneur de Pacquiao, Freddie Roach, est convaincu qu'une défaite face à De La Hoya ne pourrait pas le discréditer à ce stade de sa carrière.
Toutefois de la Hoya semble émoussé, il n'a plus la même vivacité que quelques années plus tôt, ni la même endurance. Pacquiao domine le combat, largement en avance sur les cartes des juges. De la Hoya abandonne le combat à l'issue du 8e round. Interrogé par les journalistes, De la Hoya a répondu : « Vous comprenez, mon cœur veut encore combattre mais mon physique ne répond pas comme avant ! Que pouvez-vous faire contre ça ? Ainsi, je dois gérer maintenant mes combats avec intelligence. En plus, je vous rassure, je réfléchis sérieusement à mon devenir ! » Il annonce officiellement la fin de sa carrière le 14 avril 2009 lors d'une conférence de presse organisée à Los Angeles. Il aura disputé 29 championnats du monde, en remportant 24. Il a affronté au cours de sa carrière 22 boxeurs ayant détenu un titre de champion du monde.

### Retour sur le ring avorté
Le 26 mars 2021, Oscar De La Hoya annonce qu’il va reprendre sa carrière de boxeur. Après avoir annoncé un retour sur le ring le 3 juillet 2021, le combat est repoussé au 11 septembre quand il doit affronter le combattant de l'Ultimate Fighting Championship Vitor Belfort en boxe anglaise au Staples Center de Los Angeles. Positif au Covid-19 et hospitalisé, l'ancienne gloire, vaccinée, est obligée de déclarer forfait.

## Activités hors du ring

### Promoteur
Oscar de la Hoya gère depuis 2002 l'entreprise Golden Boy Promotions, promoteur de nombreux combattants. Outre la fin de la carrière du Golden Boy, de nombreux champions du monde s'y sont associés, tels d'anciens adversaires d'Oscar comme Floyd Mayweather, Jr. ou Bernard Hopkins, mais aussi des champions plus jeunes comme Canelo Álvarez, Amir Khan ou Robert Guerrero. Vingt ans après sa création, de la Hoya, qui a le souhait d'entrer au temple de la renommée de la boxe en tant que boxeur et de promoteur, déclare son entreprise en vente.

### Autres activités commerciales et présence médiatique
- De la Hoya est le producteur d'une émission sur la boxe sur la chaîne américaine HBO appelée Boxeo de Oro.
- Il possède une ligne vestimentaire distribuée dans les magasins « Mervyns ».
- Il a réalisé un CD musical nommé aux Grammy Awards, intitulé Óscar de la Hoya. Ce CD de pop latino est sorti le 10 octobre 2000 sous le label « EMI International ». Il comprend 13 morceaux en anglais et espagnol.
- À l'été 2004, il est apparu dans l'émission de télé réalité The Next Great Champ, diffusé sur Fox et Fox Sports Net.
- En septembre 2007, son entreprise Golden Boy Enterprises a racheté, à Kappa Publishing Group, les magazines The Ring Magazine, KO Magazine, World Boxing Magazine et Pro Wrestling Illustrated.

En 2018, Oscar de la Hoya déclare réfléchir à se présenter comme candidat à l'élection présidentielle américaine de 2020 face au président sortant Donald Trump.

## Affaires judiciaires et addictions
En juillet 2001, Oscar de la Hoya trouve un accord judiciaire avec Nicole Rao après que celle-ci a déposé une plainte civile contre le boxeur pour viol et séquestration alors qu'elle était mineure ; des faits qui se seraient produits à Cabo San Lucas au Mexique en 1996. Dans une interview à la chaîne de télévision Univision diffusée en 2011, de la Hoya avoue sa longue addiction à l'alcool et à la cocaïne et qu'il a commencé une cure de désintoxication en mai. Toujours dans la même interview, il déclare avoir trompé son épouse avec d'autres femmes et avoir eu des pensées suicidaires. En 2017, le promoteur est arrêté en Californie pour conduite sous l'emprise de l’alcool.

## Palmarès et distinctions

### Amateur
- Palmarès en boxe amateur : 224 victoires - 5 défaites
- en 1989 aux National Golden Gloves
- en 1990 à l’US National Championships
- en 1990 aux Goodwill Games
- en 1991 à l’US National Championships
- en 1991 à l’US Olympic Festival[39]
- en 1992 aux World Championships Challenge
- en 1992 aux Jeux olympiques de Barcelone (poids légers)

### Distinction
- Oscar de la Hoya est élu boxeur de l'année en 1995 par Ring Magazine.

## Aspects économiques
Tout au long de sa carrière, les combats d'Oscar De La Hoya ont généré un total de près d'un milliard de dollars rien qu'pay-per-view.